# Xã Poynor, Quận Ripley, Missouri
Xã Poynor (tiếng Anh: Poynor Township) là một xã thuộc quận Ripley, tiểu bang Missouri, Hoa Kỳ. Năm 2010, dân số của xã này là 297 người.